# Harpactea arguta
Harpactea arguta är en spindelart som först beskrevs av Simon 1907.  Harpactea arguta ingår i släktet Harpactea och familjen ringögonspindlar. Inga underarter finns listade i Catalogue of Life.